# Правило 68–95–99,7

Для наближено нормально розподіленої вибірки, значеннях в межах стандартного відхилення від середнього складають приблизно 68 % вибірки; у той час, як в межах двох стандартних відхилень налічуватиметься близько 95 %; а в межах трьох стандартних відхилень налічуватиметься близько 99,7 % елементів. Наведені відсотки є лише округленими значеннями теоретичних імовірностей, що призначені лише для апроксимації емпіричних даний отриманих при нормальній вибірці.

У статистиці, правило 68–95–99,7 — скорочення, яке допомагає запам'ятати процент значень які знаходяться в діапазоні довкола середнього значення в нормальному розподілі із шириною у два, чотири й шість стандартних відхилень, відповідно; точніше, 68,27 %, 95,45 % і 99,73 % значень знаходяться в межах одного, двох і трьох стандартних відхилень від середнього, відповідно.
У математичній нотації, ці факти можна виразити наступним чином, де {\textstyle X} — це спостереження нормально розподіленої випадкової величини, {\textstyle \mu } є середнім розподілом, а {\textstyle \sigma } — стандартне відхилення:
{\displaystyle {\begin{aligned}\Pr(\mu -\;\,\sigma \leq X\leq \mu +\;\,\sigma )&\approx 0.6827\\\Pr(\mu -2\sigma \leq X\leq \mu +2\sigma )&\approx 0.9545\\\Pr(\mu -3\sigma \leq X\leq \mu +3\sigma )&\approx 0.9973\end{aligned}}}
В емпіричних науках це правило називається емпіричним правилом трьох сигм що виражає загальноприйняте евристичне правило, що майже всі можливі значення знаходяться в межах трьох стандартних відхилень від середнього, і таким чином емпірично корисно трактувати це як 99,7 % імовірності, що є мірою найближчої імовірності.
Застосованість цього евристичного правила значно залежить від задачі дослідження. У соціології, результат можуть вважати «ймовірним», якщо його довірчий інтервал знаходиться в межах двох сигм (95 %), у той час, як у фізиці елементарних частинок, загальноприйнято, що необхідно п'ять сигм (99,99994 % імовірності), аби провести якісне дослідження, яке можна віднести до наукового відкриття.
«Емпіричне правило трьох сигм» тісно пов'язане з іншим результатом також відомим як правило трьох сигм, який стверджує, що навіть для величин які не мають нормального розподілу, принаймні 88,8 % випадків повинні потрапити в межі правильно розрахованого інтервалу трьох сигм. Це правило випливає із Нерівності Чебишова. Для унімодальних розподілів імовірність потрапляння в інтервал становить близько 95 %. Також можуть існувати деякі припущення, які розширюють значення цієї ймовірності до 98 %.